# Ключ 48
| 工                     | 工             | 工             |
| ---------------------- | -------------- | -------------- |
| 47                     | 48             | 49             |
| Піньінь:               | gōng           | gōng           |
| Чжуїнь:                | ㄍㄨㄥ         | ㄍㄨㄥ         |
| Вейд-Джайлз:           | kung1          | kung1          |
| Ютпхін:                | gung1          | gung1          |
| Он:                    |                |                |
| Кун:                   |                |                |
| Кандзі:                | 工偏 takumihen | 工偏 takumihen |
| Хун:                   | 장인 jang'in   | 장인 jang'in   |
| Им:                    | 공 gong        | 공 gong        |
| Індекс у Вікісловнику: | 工             | 工             |

Ключ 48 — ієрогліфічний ключ, що означає ремесло і є одним із 31 (загалом існує 214) ключа Кансі, що складаються з трьох рисок.
У Словнику Кансі 17 символів із 40 030 використовують цей ключ.

## Символи, що використовують ключ 48

Як писати ієрогліф.

| кількість рисок | ієрогліфи |
| --------------- | --------- |
| без додаткових  | 工        |
| 2 додаткові     | 左 巧 巨  |
| 3 додаткові     | 巩 巪     |
| 4 додаткові     | 巫        |
| 7 додаткових    | 差        |
| 9 додаткових    | 巯        |
| 10 додаткових   | 巰        |